# Alanjeh
Alanjeh (persiska: اَلَنجِه, النجه) är en ort i Iran.   Den ligger i provinsen Hamadan, i den nordvästra delen av landet, 300 km väster om huvudstaden Teheran. Alanjeh ligger 1 653 meter över havet och antalet invånare är 182.
Terrängen runt Alanjeh är kuperad åt nordväst, men åt sydost är den platt.Runt Alanjeh är det ganska tätbefolkat, med 80 invånare per kvadratkilometer. Närmaste större samhälle är Asadābād, 14,9 km öster om Alanjeh. Trakten runt Alanjeh består till största delen av jordbruksmark.